# HM Revenue and Customs
His Majesty's Revenue and Customs (HMRC; Recettes et douanes de Sa Majesté) est un département non ministériel du gouvernement du Royaume-Uni principalement responsable de la collecte des taxes et du paiement de certains services fournis par l'État, ainsi que des cotisations à la sécurité sociale britannique.
Il a été officiellement créé le 18 avril 2005 par la fusion du Inland Revenue et de Her Majesty's Customs and Excise.